# Rotonda (Flórida)
Rotonda é uma Região censo-designada localizada no estado americano de Flórida, no Condado de Charlotte.

## Demografia
Segundo o censo americano de 2020, a sua população era de 10114 habitantes.

## Geografia
De acordo com o United States Census Bureau tem uma área de
29,0 km², dos quais 28,5 km² cobertos por terra e 0,5 km² cobertos por água.

## Localidades na vizinhança
O diagrama seguinte representa as localidades num raio de 24 km ao redor de Rotonda.